# Água de Alto
Água de Alto é uma freguesia portuguesa do município de Vila Franca do Campo, na ilha de São Miguel, Região Autónoma dos Açores, com 18,44 km² de área e 1656 habitantes (censo de 2021). A sua densidade populacional é 89,8 hab./km².
Esta freguesia situa-se na costa sul da ilha e confronta com o mar e com as freguesias da Ribeira Chã e Água de Pau (município de Lagoa), Ribeira Seca e Conceição (município de Ribeira Grande) e São Miguel e São Pedro (município de Vila Franca do Campo).
A fundação de Águade Alto, é anterior a 1511. Foi parte integrante da freguesia de São Pedro até agosto de 1907, ano em que foi elevada à condição de freguesia.
Tem como padroeiro São Lázaro cuja imagem se encontra na Igreja de São Lázaro (Água de Alto) ampliada durante o século XIX, no local onde se situava as ruínas de uma antiga leprosaria construída no século XVI e, convertida em ermida neste mesmo século.

## Demografia
A população registada nos censos foi:
| Distribuição da População por Grupos Etários | Distribuição da População por Grupos Etários | Distribuição da População por Grupos Etários | Distribuição da População por Grupos Etários | Distribuição da População por Grupos Etários |
| -------------------------------------------- | -------------------------------------------- | -------------------------------------------- | -------------------------------------------- | -------------------------------------------- |
| Ano                                          | 0-14 Anos                                    | 15-24 Anos                                   | 25-64 Anos                                   | > 65 Anos                                    |
| 2001                                         | 392                                          | 271                                          | 756                                          | 205                                          |
| 2011                                         | 370                                          | 305                                          | 919                                          | 194                                          |
| 2021                                         | 256                                          | 206                                          | 958                                          | 236                                          |

### Eleições Junta de Freguesia[5]
| Data | %    | M     | %       | M       | Participação |   |                |
| Data | PS   | PS    | PPD/PSD | PPD/PSD | Participação |   |                |
| ---- | ---- | ----- | ------- | ------- | ------------ | - | -------------- |
| Data | 2021 | 50.00 | 5       | 47.28   | Participação | 4 | 51,46 / 100,00 |